# Impact! 1000
Impact! 1000 fue un especial de televisión que se transmitió el 14 de septiembre de 2023 por el canal televisivo estadounidense AXS TV como especial del programa de televisión semanal Impact! desde el Westchester County Center en White Plains, Nueva York, celebrando los 1000 episodios de Impact!.

## Resulltados

#### Noche 1: 14 de septiembre
- Chris Bey, Moose, Yuya Uemura, Crazzy Steve ganaron el Feast or Fired Match.
  - Bey consiguió el maletín número 3, el cual contenía una oportunidad por el Campeonato Mundial en Parejas de Impact
  - Moose consiguió el maletín número 2, el cual contenía una oportunidad por el Campeonato Mundial de Impact
  - Uemura consiguió el maletín número 4, el cual contenía la tarjeta de despido.
  - Steve consiguió el maletín número 1, el cual contenía una oportunidad por el Campeonato de los Medios Digitales de Impact
  - Los otros participantes fueron: Heath, Steve Maclin, Laredo Kid, Johnny Swinger, Joe Hendry, Jonathan Gresham, Black Taurus, PCO, Sami Callihan, John Skyler, KUSHIDA, Brian Myers, Kevin Knight, Bhupinder Gujjar, Jai Vidal y Alpha Bravo.
  - Durante la lucha, Rhino hizo su regreso y evitó que Maclin se llevara el cuarto maletín, en beneficio de Moose.
- Team 3D (Bully Ray & Devon) derrotaron a Desi Hit Squad (Champagne Singh & Rohit Raju).
  - Devon cubrió a Singh después de un «3D».
  - Después de la lucha, Ray le aplicó a Raju un «Powerbomb» desde la tercera cuerda sobre la mesa.
- Frankie Kazarian & Traci Brooks derrotaron a Eddie Edwards & Alisha.
  - Brooks cubrió a Alisha después de un «Brooks and Done».
  - Después de la lucha, Kazarian anunció que Brooks sería inducida en el Impact Hall of Fame.
- Chris Sabin derrotó a Lio Rush y ganó el Campeonato de la División X de Impact. 
  - Sabin cubrió a Rush después de un «Cradle Shock».
  - Después de la lucha, algunos de los luchadores celebraron con Sabin.

#### Noche 2: 21 de septiembre
- Alan Angels derrotó a Zachary Wentz, Rich Swann, Samuray del Sol, Mike Bailey y Ace Austin en un Ultimate X Match y ganó una oportunidad por el Campeonato de la División X de Impact.
  - Angels ganó la lucha después de descolgar la X.
- Jake Something derrotó a Dirty Dango (con Alpha Bravo).
  - Something cubrió a Dango después de un «Into the Void».
  - Durante la lucha, Bravo interfirió a favor de Dango.
- Eric Young (con Scott D'Amore) derrotó a Kenny King (con Sheldon Jean) por descalificación.
  - El árbitro descalificó a King después que Jean interfiriera atacando a Young.
  - Después de la lucha, Shark Boy pactó una lucha entre King & Jean vs. Team Canada.
- Team Canada (Eric Young & Scott D'Amore) derrotaron a Kenny King & Sheldon Jean por descalificación.
  - El árbitro descalificó a King & Jean después que The Design atacaran a Young.
  - Después de la lucha, Boy pactó una lucha entre King y Jean & The Design vs. Team Canada y America's Most Wanted.
- America's Most Wanted (James Storm & Chris Harris) & Team Canada (Eric Young & Scott D'Amore) derrotaron a The Design (Deaner & Kon), Kenny King & Sheldon Jean.
  - Young cubrió a Jean después de un «Piledriver».
- Josh Alexander derrotó a Trey (con Zachary Wentz).
  - Alexander cubrió a Trey después de un «C4 Spike».
  - Durante la lucha, Wentz interfirió a favor de Trey.
  - Después de la lucha, Alex Shelley confrontó a Alexander.
- Trinity, Jordynne Grace, Awesome Kong, Gail Kim & Mickie James (con Raisha Saeed) derrotaron a Deonna Purrazzo, Gisele Shaw, Angelina Love, Savannah Evans & Tasha Steelz (con Velvet Sky y Jai Vidal).
  - Kong cubrió a Shaw después de un «Implant Buster».
  - Durante la lucha, Sky & Vidal interfirieron a favor de Purrazzo, Shaw, Love, Evans & Steelz, mientras que Saeed lo hizo a favor de Trinity, Grace, Kong, Kim & James.